# Estación de eclipses

Gráfico animado de las trayectorias en un ciclo completo de eclipses solares

Para que haya un eclipse, el Sol debe estar en las proximidades de un nodo de la Luna. Se ha calculado que alrededor de cada nodo hay una región de 31,48° donde el eclipse es seguro, flanqueada por dos regiones de 1,7° donde el eclipse es posible. Ahora bien, en un mes lunar el Sol se desplaza respecto al nodo, y teniendo en cuenta la retrogradación del nodo, la franja ocupa 30,67°.
En consecuencia, cada medio año el Sol no puede atravesar la zona potencial de eclipse alrededor de cada nodo, sin ser eclipsado al menos una vez.
Todo paso del Sol a través de un nodo va acompañado necesariamente, al menos, de dos eclipses con 15 días de intervalo, uno en cada nodo, uno de Sol y otro de Luna en cualquier orden.
Puede ocurrir que el eclipse suceda al principio de la zona potencial (eclipse débil) de manera que al mes vuelva a haber otro eclipse débil del mismo tipo. En medio y en el otro nodo se producirá un eclipse total de tipo contrario. En un mes lunar ocurren tres eclipses. Como el año de eclipse dura 346,6074 días, la estación de eclipses cada año retrocede en el calendario, y llega a ocurrir en cualquier par de meses del año, siempre separados 6 meses.
- Datos: Q5333042